# Valdecabriel - Las Tejeras
Valdecabriel - Las Tejeras este o arie protejată (arie specială de conservare — SAC, sit de importanță comunitară — SCI) din Spania întinsă pe o suprafață de 11.846,41 ha, integral pe uscat.

## Localizare
Centrul sitului Valdecabriel - Las Tejeras este situat la coordonatele 40°17′06″N 1°36′19″W / 40.285°N 1.60527°V.

## Înființare
Situl Valdecabriel - Las Tejeras a fost declarat sit de importanță comunitară în iulie 2000 pentru a proteja 2 specii de plante și 4 specii de animale. Situl a fost protejat și ca arie specială de conservare în februarie 2021.

## Biodiversitate
Situată în ecoregiunea mediteraneană, aria protejată conține 10 habitate naturale: Fânețe de joasă altitudine (Alopecurus pratensis, Sanguisorba officinalis), Pajiști alpine și boreale, Păduri endemice cu Juniperus spp., Păduri iberice de Quercus faginea și Quercus canariensis, Pante stâncoase calcaroase cu vegetație casmofită, Păduri de pin (sub-) mediteraneene cu pini negri endemici, Lande oro-mediteraneene cu formațiuni endemice de grozamă, Pajiști alpine și subalpine calcaroase, Pajiști uscate seminaturale și facies de acoperire cu tufișuri pe substraturi calcaroase (Festuco-Brometalia) (* situri importante pentru orhidee), Galerii de Salix alba și de Populus alba.
La baza desemnării sitului se află mai multe specii protejate:
- plante (2): Apium repens, Puccinellia pungens
- mamifere (1): vidră de râu (Lutra lutra)
- nevertebrate (2): fluturele auriu (Euphydryas aurinia), Graellsia isabellae
- pești (1): Achondrostoma arcasii

Pe lângă speciile protejate, pe teritoriul sitului au mai fost identificate 5 specii de plante, 12 specii de păsări, 5 specii de amfibieni, 5 specii de mamifere, 1 specie de nevertebrate, 1 specie de pești, 3 specii de reptile.